# IVO Deurne
IVO Deurne (Instelling Voortgezet Onderwijs Deurne) is een organisatie voor voortgezet onderwijs in de Noord-Brabantse gemeente Deurne. Zij valt onder het gezag van de vereniging Ons Middelbaar Onderwijs te Tilburg.
De instelling ontstond in 1997 uit een fusie van vier van de vijf middelbare scholen in Deurne, te weten het Peellandcollege (havo en atheneum), de Bernard Alfrinkmavo (mavo), Elkervoorde (vbo) en de dr. Hub van Doorneschool (vbo).
Tegenwoordig  kent IVO Deurne vier deelscholen, te weten:
- het Alfrinkcollege
- het Sprongcollege
- het Hub van Doornecollege
- het Peellandcollege

Als enige van de middelbare scholen in Deurne bleef het St.-Willibrord Gymnasium zelfstandig.